# 桔园洲站
桔园洲站（福州話：/kiʔ˨˩ huoŋ˥˥ ʒieu˥˥/）位于中华人民共和国福建省福州市仓山区金祥路与滨洲路交叉口，是福州地铁2号线的地铁车站，于2019年4月26日启用。

## 车站结构
桔园洲站为地下二层车站，地下一层为站厅层；地下二层为站台层，岛式站台；车站全长285米，东侧设有一副单渡线。
| 地面层   | 出入口                               |  | 出入口               |
| 地下一层 | 站厅                                 |  | 票务服务、自动售票机 |
| 地下二层 | 1                                    |  | 2号线 往苏洋（厚庭） |
| 地下二层 | 岛式站台，列车运行方向左侧的车门开启 |  |                      |
| 地下二层 | 2                                    |  | 2号线 往洋里（洪湾） |

### 出入口与周边
桔园洲站目前开放4个出入口，预留一个地下商业连接口。无障碍电梯位于C出入口、卫生间位于A出入口。
| 桔园洲站出入口信息          | 桔园洲站出入口信息 | 桔园洲站出入口信息         | 桔园洲站出入口信息       |
| --------------------------- | ------------------ | -------------------------- | ------------------------ |
|                             |                    |                            |                          |
| 编号                        | 设施               | 位置                       | 接驳交通                 |
| 出口 · A                    |                    | 金祥路与滨洲路路口东北角   | 金祥滨洲路口             |
| 出口 · B                    |                    | 金祥路与滨洲路路口西南角   | 滨洲路北、金祥滨洲路口、 |
| 出口 · C                    |                    | 金祥路与滨洲路路口东南角   | 滨洲路北                 |
| 出口 · D                    |                    | 金祥路与花溪中路路口西北角 | 花溪金祥路口             |
| 注： 设有电梯 \| 设有卫生间 |                    |                            |                          |

## 历史
- 2014年3月20日，福建省发改委批复了福州地铁2号线初步设计，其中在金桔路口东侧设桔园洲站。[2]
- 2015年1月22日，桔园洲站开始施工。[4]
- 2016年12月，桔园洲站主体封顶。[5]
- 2016年12月28日，桔园洲站至洪湾站左线区间盾构始发。[6]
- 2017年4月8日，桔园洲站至洪湾站右线区间盾构始发。[7]
- 2017年5月27日，桔园洲站至洪湾站左线区间贯通，成为福州地铁2号线首个贯通区间。[8]
- 2019年4月26日，桔园洲站启用[1]。